# Нилон, Кевин
Ке́вин Ни́лон (англ. Kevin Nealon; род. 18 ноября 1953, Сент-Луис, Миссури) — американский стендап-комик, актёр кино, телевидения и озвучивания, сценарист.

## Биография
Кевин Нилон родился 18 ноября 1953 года. Мать — Кэтлин М. (в девичестве Кимболл), отец — Эмметт Ф. Нилон, сотрудник самолётостроительной компании Sikorsky Aircraft — пара поженилась в 1950 году. У Нилона четыре брата и сестры: старшие — Шэрон и Майк, младшие — Ким и Крис. В возрасте нескольких месяцев переехал с родителями в город Бриджпорт, штат Коннектикут. С 1960 по 1964 год жил в Германии. В 1971 году окончил высшую школу Св. Иосифа в городе Трамбулл. Получил степень бакалавра маркетинга в Университете Святейшего Сердца. Начал карьеру стендап-комика в Лос-Анджелесе в 1970-х годах.
Впервые появился на телеэкранах в 1985 году в небольшой роли одного эпизода сериала «Чучело и миссис Кинг». Уже в следующем году 33-летнего актёра пригласили, по наводке его друга, Дэны Карви, в телевизионную музыкально-юмористическую программу «В субботу вечером в прямом эфире». В ней он оставался на протяжении девяти лет, снявшись в 172 выпусках и написав сценарии к 20. На широком экране с 1987 года, дебютная работа — роль пьяницы в фильме «Роксана».
В 2001 году выиграл 32 000 долларов в телеигре Who Wants to Be a Millionaire?. В 2009 году опубликовал книгу «Да, ты беременна, а что насчёт меня?»

### Личная жизнь
В 1989 году женился на Линде Дюпри, но в 2002 году последовал развод. С 3 сентября 2005 года по настоящее время женат на киноактрисе Сьюзан Йигли, которая младше его на 19 лет, у пары есть сын — Гейбл Несс Нилон (род. 2007).
Вегетарианец. Активный член организации «Люди за этичное обращение с животными» и поэтому одно время даже преследовался цирковой компанией Ringling Bros. and Barnum & Bailey Circus. Хорошо играет в гольф и покер, играет на гитаре и банджо.

## Награды и номинации
- 1987 — Прайм-тайм премия «Эмми» в категории «Лучший сценарий для варьете-программы» за сценарии к передаче «В субботу вечером в прямом эфире» (совместно с 19 другими сценаристами) — номинация.
- 2007 — Премия Гильдии киноактёров США в категории «Лучший актёрский состав в комедийном сериале» за роль в сериале «Дурман» (совместно с 13 другими актёрами) — номинация.
- 2009 — Премия Гильдии киноактёров США в категории «Лучший актёрский состав в комедийном сериале» за роль в сериале «Дурман» (совместно с 13 другими актёрами) — номинация.

## Избранная фильмография

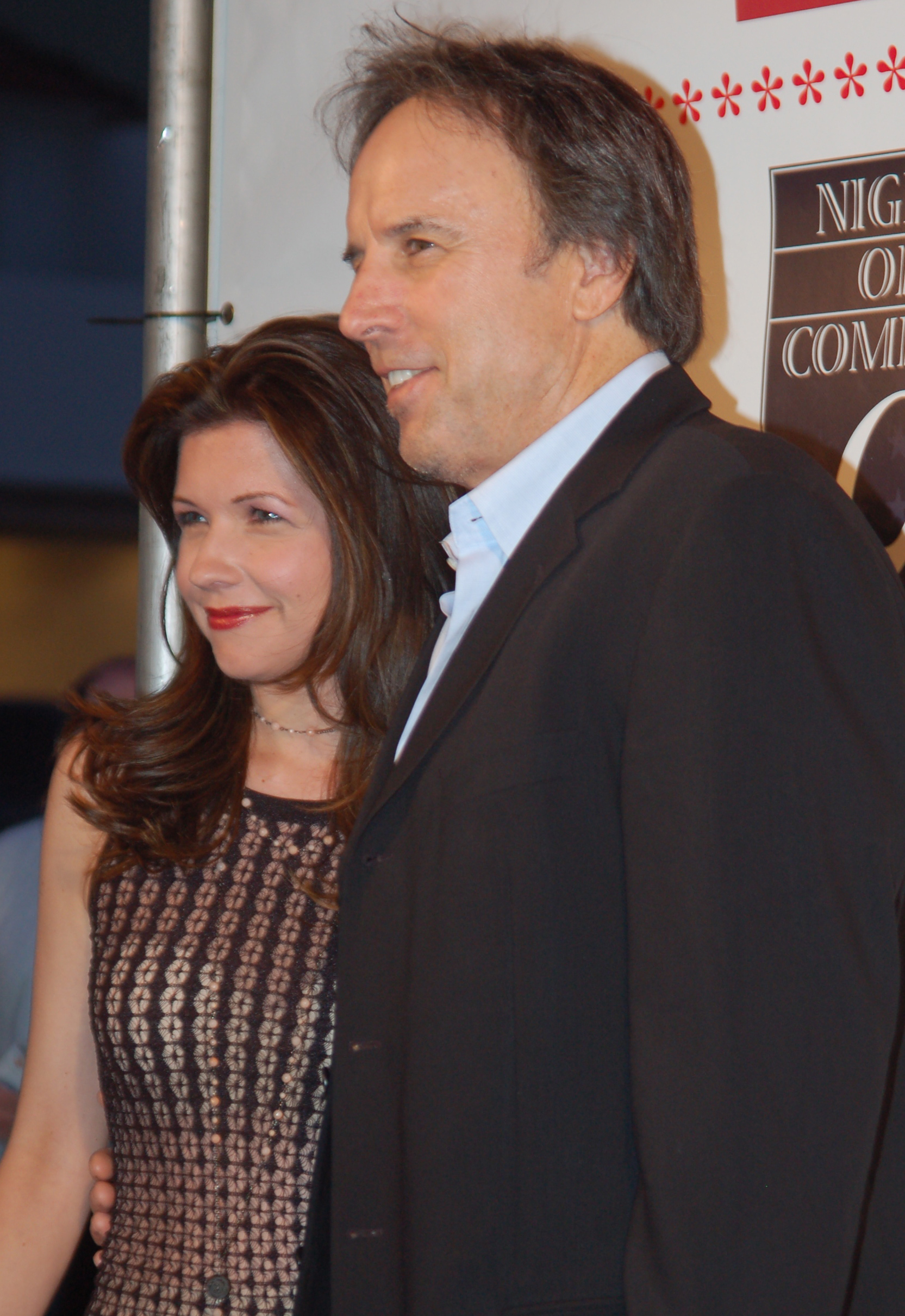
С женой, Сьюзан Йигли, в 2011 году.

### Широкий экран
- 1987 — Роксана / Roxanne — пьяница
- 1991 — Всё, что я хочу на Рождество / All I Want for Christmas — Тони Боер
- 1993 — Яйцеголовые / Coneheads — сенатор
- 1995 — Джеффри / Jeffrey — телерепортёр (в титрах не указан)
- 1996 — Счастливчик Гилмор / Happy Gilmore — Гэри Поттер
- 1998 — Певец на свадьбе / The Wedding Singer — мистер Симмс
- 2000 — Безумный Сесил Б. / Cecil B. Demented — Кевин
- 2000 — Никки, дьявол-младший / Little Nicky — привратник
- 2001 — Сердцеедки / Heartbreakers — мужчина в баре
- 2001 — Приключения Джо Грязнули / Joe Dirt — жирный механик
- 2002 — Мастер перевоплощения / The Master of Disguise — «белый воротничок»
- 2002 — Восемь безумных ночей / Eight Crazy Nights — мэр (озвучивание)
- 2003 — Управление гневом / Anger Management — Сэм
- 2003 — Дежурный папа / Daddy Day Care — Брюс
- 2003 — Хороший мальчик![англ.] / Good Boy! — мистер Бейкер
- 2006 — Мальчик на троих[англ.] / Grandma’s Boy — мистер Чизл
- 2008 — Не шутите с Зоханом / You Don’t Mess with the Zohan — Кевин
- 2008 — Напряги извилины / Get Smart — агент ЦРУ
- 2009 — Пришельцы на чердаке / Aliens in the Attic — Стюарт Пирсон
- 2011 — Притворись моей женой / Just Go with It — Эдон
- 2011 — Баки Ларсон: Рождённый быть звездой / Bucky Larson: Born to Be a Star — Гэри
- 2014 — Блондинка в эфире / Walk of Shame — вертолётчик Стив
- 2014 — Смешанные / Blended — Эдди Уорник
- 2025 — Счастливчик Гилмор 2 / Happy Gilmore 2 — Гэри Поттер

### Телевидение
- 1986—1995, 1999 — В субботу вечером в прямом эфире / Saturday Night Live — разные роли (в 173 выпусках)
- 1993, 1995, 1996 — Шоу Ларри Сандерса[англ.] / The Larry Sanders Show — камео (в 3 выпусках)
- 1998 — Директор берёт выходной[англ.] / Principal Takes a Holiday — Франклин Фитц, бездомный, лже-директор школы
- 2001 — Старые клячи по-американски[англ.] / These Old Broads — Роджер (в титрах не указан)
- 2003—2006 — Непослушные родители[англ.] / Still Standing — Тед Халверсон (в 5 эпизодах)
- 2005—2012 — Дурман / Weeds — Дуг Уилсон (в 102 эпизодах)
- 2009—2011 — Гленн Мартин[англ.] / Glenn Martin, DDS — Гленн Мартин (в 39 эпизодах; озвучивание)
- 2010 — Долго и счастливо / 'Til Death — Стивен Редфорд (в 6 эпизодах)
- 2016—2020 — Всё схвачено / Man with a Plan — Дон Бёрнс (в 68 эпизодах})

### Сценарист
- 1986—1987 — В субботу вечером в прямом эфире / Saturday Night Live — 20 выпусков